# 新店奧圖草
新店奧圖草（学名：Ottochloa nodosa），又名露籽草，为禾本科露籽草属下的一个种。